# エア・シティ
『エア・シティ』（Air City, 에어시티）は、韓国のMBCで2007年5月18日から2007年7月8日まで放送されたトレビドラマ。全16話。
日本では、2007年10月26日から2007年12月14日までWOWOWで初放送（2話ずつの放送）、2008年1月10日から2008年5月8日までテレビ東京で放送された。

## 概要
数万の国と国境を接する仁川空港。ここで働く仁川国際空港公社（Incheon　International　Airport　Corporation）の運営本部と保安を担当する国家情報院（National　Intelligence　Service）の職員たちを描いたドラマである。韓国の仁川国際空港を舞台に撮影された。

## 登場人物

### 主演
- キム・ジソン：イ・ジョンジェ
国家情報院の仁川国際空港担当要員。ブラック・エージェント（特殊任務要員）であり、以前はエジプトで3年間働いていた。生死のかかった職なので、恋したミョンウとトギョンとは恋人になれなかった。
- ハン・ドギョン：チェ・ジウ
仁川国際空港運営本部室長。
- カン・ハジュン：イ・ジヌク
運営本部状況管理チーム長。
- ソ・ミョンウ：ムン・ジョンヒ
空港病院の医師。ジソンの昔の恋人。
- ハン・イギョン：イ・ダヒ
アシアンウィンズの新人副操縦士。ハン･ドギョンの妹。子供の頃に別れた姉と再会する。

#### 国家情報院の人々
- イ・ジェム：チャン・ヨン
国家情報院空港総責任者。
- イム・イェウォン：パク・ヒョジュ
国家情報院空港担当。情報通信専門家。自称表情判読専門家。ジソンの助手。
- ミン・ウク：ジョン・ジンム
空港担当職員。

#### 空港運営本部の人々
- チャン・ナニョン：バク・タムヒ
女性。空港運営本部顧客支援チーム長。
- ノ・テマン：キム・ジュンホ
男性。空港運営本部環境改善チーム長。名前の意味は「勤務‘怠慢’（근무태만）じゃない」と本人は口にするが、行動はそのままである。
- キム・スチャン：クォン・ヨンジン
男性。空港運営本部顧客支援チーム。3ヶ国語ができる（英語、日本語、中国語）。ただし、ホームページの紹介では違っており、ドラマの中でも「僕は中国語はわかりません」と素直に言っている。
- ミン・ビョングァン：クォン・ヘヒョ
男性。運営本部の本部長。43歳。
- アン・ガンヒョン：チュ・サンウク
警察。保安隊の業務総括。
- チェ・ジョンヒ：チェ・ラン
運営本部環境改善チーム美化部マネジャー。
- オム・バンジャン：ユン・ジュサン
運営本部カート担当班長。ナンヨンの外叔。龍遊島（ヨンユド、仁川国際空港近くの島）の出身で、空港に就職して自分なりに故郷を守っている。
- コ・ウナ：シン・シンエ
運営本部環境改善チーム美化部組長。

## 特徴
- 客室乗務員を主に扱った既存のドラマとは異なり、空港の全てを扱ったことで、新鮮なドラマと評価された。
- 事前企画期間2年、制作費は60億ウォン（日本円約8億円。2007年7月基準）の大作ドラマであった。
- 音楽には東方神起が参加、エンディングテーマ（次回予告の挿入曲）‘하루달’（ハルダル：一日月）を歌った。後に日本語バージョンで歌っている（Forever Loveを参照）。
- 専門職ドラマを標榜したが、既存の恋愛物の型から抜け出られなかったとも評されている。最終回の視聴率は約10パーセントであった（『大祚栄』は約30パーセント）。

## 放映タイトル
※以下の放送日は、いずれもWOWOWでの初放送日である。
- 第1話「旅の始まり」（2007年10月26日放送）
- 第2話「不法入国者」（2007年10月26日放送）
- 第3話「国境を守れ」（2007年11月2日放送）
- 第4話「操縦士到着」（2007年11月2日放送）
- 第5話「偽造パスポート」（2007年11月9日放送）
- 第6話「滑走路の鳥」（2007年11月9日放送）
- 第7話「友の裏切り」（2007年11月16日放送）
- 第8話「届かぬ思い」（2007年11月16日放送）
- 第9話「忘れない夜」（2007年11月23日放送）
- 第10話「犯人を追え」（2007年11月23日放送）
- 第11話「隠した紙幣」（2007年11月30日放送）
- 第12話「荷をほどけ」（2007年11月30日放送）
- 第13話「空港診療室」（2007年12月7日放送）
- 第14話「取引の代償」（2007年12月7日放送）
- 第15話「仕事 VS 恋愛」（2007年12月14日放送）
- 最終話「旅の思い出」（2007年12月14日放送）

## 備考
- （朝鮮語）スポーツ朝鮮の記事：視聴率について